# Mistrz Pierwszego Modlitewnika Maksymiliana I
Mistrz Pierwszego Modlitewnika Maksymiliana I – flamandzki malarz iluminator, którego aktywność przypada na lata 1480-1515.
Należał do kręgu iluminatorów ze szkoły gandawsko-brugijskiej. Swój przydomek uzyskał od wykonanych w 1508 roku miniatur w modlitewniku Maksymiliana I, cesarza rzymskiego. Na karcie przedstawiającej Maksymiliana w modlitwie przed św. Sebastianem znajduje się herb cesarski, dzięki któremu zidentyfikowano właściciela modlitewnika (Ms. 1907, fol. 61v). Mistrz Pierwszego Modlitewnika Maksymiliana I był uczniem i kontynuatorem stylu Wiedeńskiego Mistrza Marii Burgundzkiej, któremu pierwotnie przypisywano autorstwo modlitewnika.